# Zaljev Gonâve
Golfe de la Gonâve /Zaljev Gonâve; naziv nastao po imenu indijanskog sela Gonaibo, na mjestu današnjeg grada Gonaïves/, zaljev u Karipskom moru pred zapadnom obalom Haitija što razdvaja dva njezina poluotoka. U zaljevu se ističe otok Gonâve, danas uveliko deforestiran, i manji otok Cayemites. U zaljev utječe i najveća plovna haitska rijeka Artibonite. Uz obalu zaljeva razvili su se gradovi Gonaïves, Saint-Marc, Miragoâne, Jérémie i glavni grad Haitija Port-au-Prince.

## Vanjske poveznice
- Les difficultés de gestion d’un littoral de survie à Haïti: L’exemple du golfe de la Gonave